# 何攀
何 攀（か はん、244年 - 301年）は、三国時代末期の蜀漢〜晋（西晋）初期の政治家・武将。字は恵興。蜀郡郫県の人。何包の子、何璋の父。妻は西晋の司空裴秀の娘。先祖は前漢の司空汜郷侯何武の弟で潁川太守何顕、弟の何逢を含む五人兄弟はみな高名であり、何攀は目を見張るほどの容姿の持ち主であった。

## 生涯
蜀漢末期に、若くして州郡に仕え、蜀漢滅亡後、西晋の益州刺史皇甫晏は何攀を王佐の才があるとして主簿に任じた。泰始8年（272年）牙門の張弘に皇甫晏が謀反をでっち上げられて斬られた際には、母の喪中で官を辞していたが、梁州まで赴き皇甫晏無罪を証明してこれを上表した。張弘は新しい益州刺史王濬と李毅によって討たれた。王濬が龍驤将軍となると、郎中となり、王濬の参軍を務めることとなった。時の司空裴秀はその才能を認め、娘を娶わせた。呉攻略の際には王濬に従い様々な献策を行った。呉が平定されると関内侯に封じられた。
太傅の楊駿が政権を握って親族を取り立て、褒賞をばらまいて恩着せがましい態度を取るようになると、何攀はそれを間違ったことだと考え、石崇とともに弾劾奏上したが、帝は聞き入れなかった。恵帝が楊駿を討伐したとき、何攀は傅祗・王愷らとともに楊駿に招かれて屋敷内にいたが、楊駿の一味が大騒ぎしている隙に垣根を飛びこえ、天子のお側に馳せ参ずることができた。天子が何攀を翊軍校尉に任じて熊渠兵を授けると、何攀は一戦交えただけで楊駿を斬り捨てた。
元康元年（291年）、楊駿誅伐の功績により西城公一万戸に封ぜられ、絹一万匹を賜り、弟の何逢が平郷侯、兄の子何逵が関中侯に取り立てられたが、何攀は封戸と絹の半分を固く辞退し、それ以外のものでも内外の親戚に分け与え、ほとんど自分のものにはしなかった。その才は、張良・陳平の面影があると称され、河南尹、揚州刺史と要職を歴任し、大司農まで昇った。八王の乱による政治の混乱を避け隠遁していたが、再度中央に召還され、三公に立てようという協議中に亡くなったという。司空の印綬を追贈され、桓公の諡号を送られた。
また、旧主である劉禅の後を継いだ安楽県公劉恂（劉禅の第6子）の君主らしからぬ振る舞いを聞いて、かつての同僚の王崇・張寅とともに「以前に亡き文立の忠言を振り返って、ご自身の振る舞いを改めてくださいませ」と諫言する書簡を送ったという。

## 性格
何攀はいつも冷静を心がけ、職務に携わっては静粛であり、人物を愛好して儒者を尊重した。梁州・益州の中正であったときは、見過ごされ、冷遇されている者を抜擢した。巴西の陳寿・閻乂、犍為の費立らはみな西方の名士であったが、郷里の人々から誹謗されたため、十年余りも沙汰がなかった。何攀が曲直を明らかにしたので、みな疑いを晴らすことができた。また東羌校尉を務めていたとき、譙同を三公・大将軍の幕府に推挙している。